# 白松镇
白松乡，是中华人民共和国四川省甘孜藏族自治州得荣县下辖的一个乡镇级行政单位。

## 行政区划
白松乡下辖以下地区：
白松村、同归村、依达村、依打村、门扎村、列依村、亭子村、地日村、夺松贡村、日热村、点仲村、夺松村、日当村、日堆村和松贡村。